# Cactus de lava
El cactus de lava (Brachycereus nesioticus) és una espècie de cactus i l'única espècies dins el gènere Brachycereus. Aquest cactus colonitza els camps de lava. És endèmica de les illes Galàpagos

## Característiques
Té espines toves i creix en grups fins a fer uns 60 cm d'alt. Al principi és de color groc i passa a marró i després a gris. Només floreix al matí, fins a les vuit, amb flors de color blanc crema.

## Amenaces
Es considera espècie vulnerable.